# Musea
Musea (también como Musea Records) es una discográfica independiente francesa, sin ánimo de lucro formada en 1985 por los fundadores Francis Grosse y Bernard Gueffier, con el fin de promover música y rock basados en el: arte, la literatura, el vanguardismo, el seguimiento de culto, etc. es considerado una discográfica con artistas de culto, destacando artistas como: Museo Rosenbach, Guy LeBlanc, Dunwich, entre otros.

## Algunos artistas de la discográfica
- Änglagård
- Anima Mundi (Cuba)
- Cast (México)
- Eduard Artémiev
- Frágil (Perú)
- Jack Dupon
- Julian Bonequi
- Kenso
- Lazuli
- Little Tragedies
- Midas
- Museo Rosenbach
- Osiris (Baréin)
- Pulsar
- Shingetsu